# El Boig

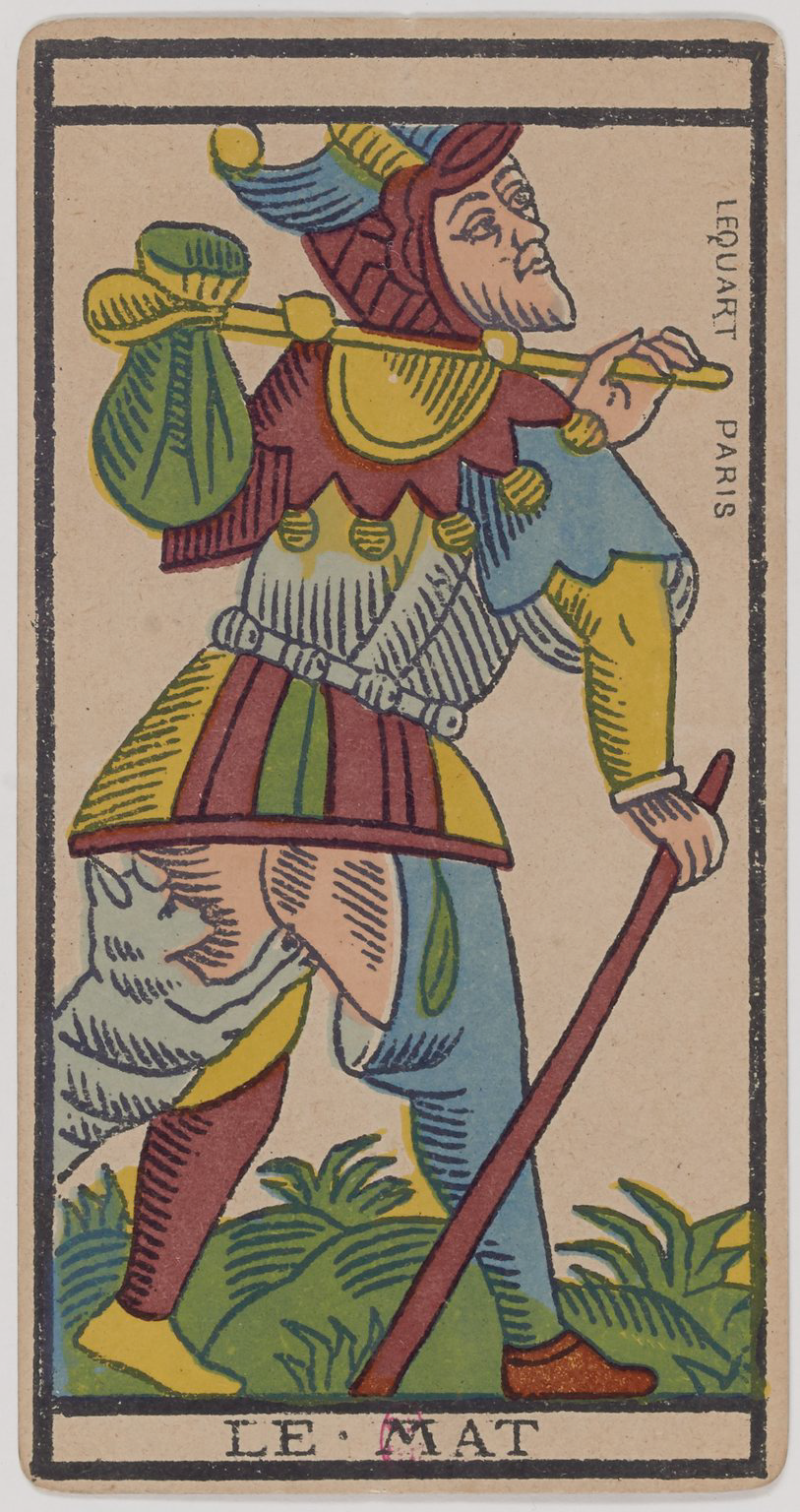
El Boig del Tarot de Marsella

El Foll, el Boig o el Bufó és una de les 78 cartes de la baralla del tarot. En el tarot ocultista és un dels 22 Arcans majors, que sol anar sense numerar, tot i que en algunes ocasions se li atribueix el número 0 (el primer) o bé el 22 (el darrer). Pel que fa a les baralles dissenyades per als jocs tradicionals de tarot, tampoc compta amb cap numeració i, a més, no se'l considera com un dels 21 trumfos, ja que només serveix per un únic propòsit.

## Iconografia
El Boig, és conegut com The Fool en el Tarot Rider-Waite, Le Mat o Le Fol en el Tarot de Marsella i Il Matto en moltes baralles italianes de tarot. Aquesta paraula arcaica significa «el foll» o bé «el rodamón» i podria estar relacionada amb expressió equivalent a «escac i mat» en els jocs de cartes populars que feien ús de les baralles de tarot.
En les primeres baralles de tarot, el Boig és representat normalment com un rodamón o un vagabund. En el Tarot Visconti-Sforza, vesteix parracs i mitjons sense sabates, mentre carrega un bastó a la seva esquena i porta el que semblen plomes en el seu cabell. La seva barba desordenada i les plomes podrien remetre a la l'home salvatge o primitiu. Una altra imatge primerenca que relata aquesta tradició és la primera (i menor) de les sèries de l'anomenat Tarot de Mantegna. Aquesta sèrie de pintures, que conté imatges dels rols socials, figures al·legòriques i deitats clàssiques, comença amb el Misero, una representació del vagabund recolzant-se sobre un bastó. Una imatge similar es pot trobar al Hofamterspiel alemany, on el Boig (en alemany «Narr») és mostrat com un home descalç, amb campanetes a la seva caputxa i tocant una gaita.
El Tarot de Marsella i altres baralles relacionades, mostren també un home descalç, portant el que podria ser un capell de bufó, que sempre carrega un paquet amb les seves pertinences en un bastó, que recolza a l'espatlla. Apareix essent atacat per un animal, que tant pot ser un gos com un gat, que trenca els seus calçons.
En el Tarot Rider-Waite i altres tarots esotèrics dissenyats per a la cartomancia, el Boig es mostra com un home jove que dirigeix les seves passes, inconscient, a la vorera d'un precipici. L'acompanya un petit gos i sosté una rosa (símbol de la llibertat i del desig) en una mà, mentre que en l'altra carrega un petit bolic amb les seves pertenences, representant el coneixement col·lectiu sense explotar.
En les baralles de disseny francès que no usen les tradicionals i emblemàtiques imatges de la tradició italiana pel que fa als trumfos, el Boig sol representar-se com un bufó o un bard, reminiscència del qual és el bromista (o Joker) que apareix en les baralles de 52 cartes.

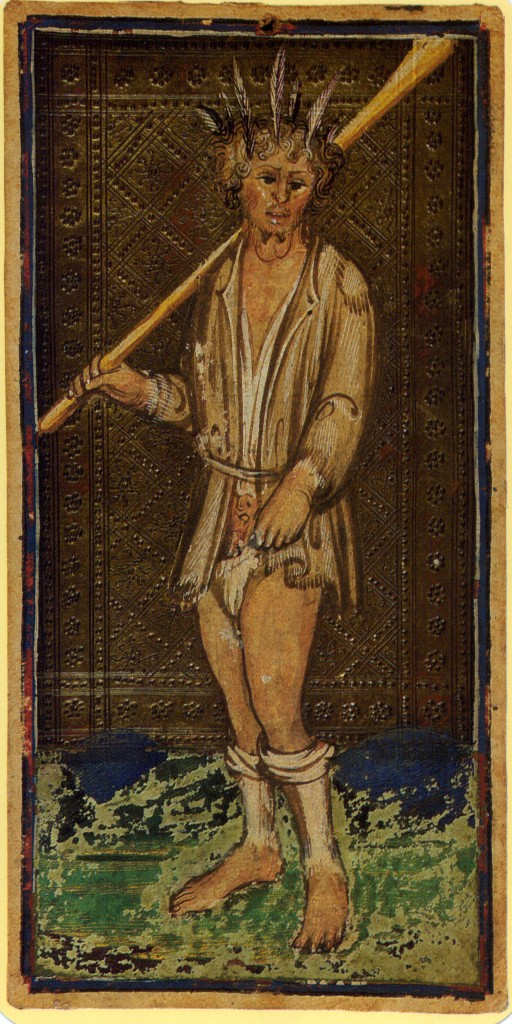
En el Tarot Visconti-Sforza el Boig és representat com un vagabund vestit de parracs

## Història
En les baralles anteriors a la Rider-Waite pràcticament sempre apareixia sense numerar, apartat dels trumfos. Hi ha algunes excepcions: algunes antigues baralles (inclosa la Sola Busca del segle XV), on se l'etiqueta amb un «0»; i les baralles belgues del segle xvii, en la que apareix amb el número «XXII».
Tradicionalment, els Arcans majors es troben etiquetats amb numerals romans, però en el cas esmentat el Boig s'enumera amb el zero, que és un numeral aràbic.

## En els jocs de tarot

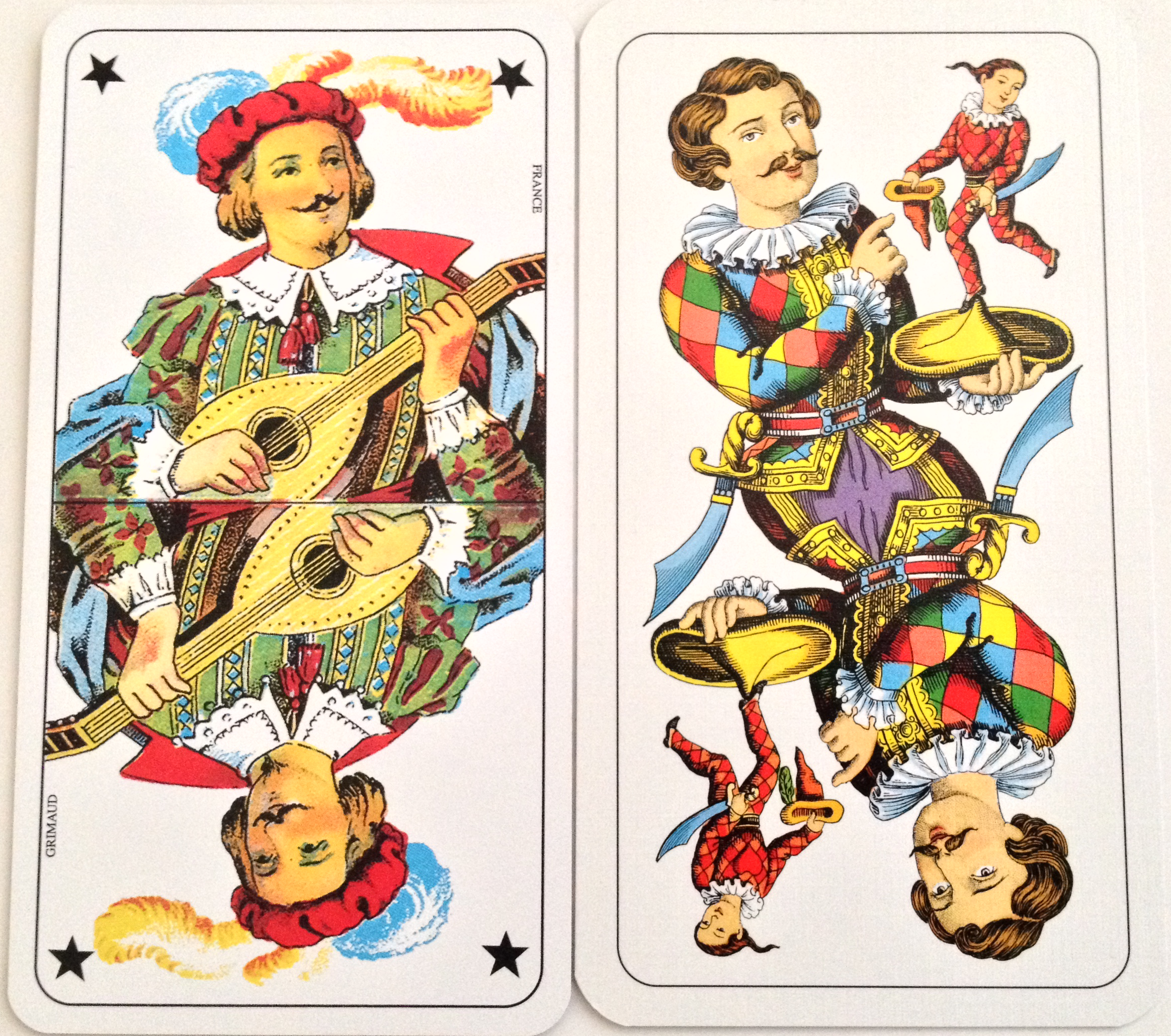
Les dues cartes més comuns del Boig en els jocs de tarot, l'Excuse (esquerra) del Tarot Nouveau, i el Sküs (dreta) del Industrie und Glück.

En el tarot ocultista se’l considera part dels Arcans majors. Això no és així als jocs de tarot. El paper del Boig en la majoria de jocs és independent tant de les figures com dels trumfos, i no pertany a cap de les dues categories. És més, moltes baralles de tarot dissenyades per jugar no assignen un nombre al Boig que indiqui el seu ordre entre les figures o els trumfos.
Arthur Edward Waite li assignà el número 0, però en el seu llibre el situa entre el Judici (núm. 20) i el Món (núm. 21). L'única baralla tradicional de joc que el numera amb un 0 és el Tarot Piemontès. A partir dels 1930s, les baralles del Tarot Nouveau sovint posaven una estrella negra invertida en el lloc on hauria d'anar la numeració
En la majoria de jocs de tarot, el Boig és una de les cartes més valuoses.

## Com excusa
En la majoria de jocs originaris d'Itàlia i França, el Boig té un únic rol. En aquests jocs el Boig és anomenat, a vegades, «l'Excusa», ja que jugar aquesta carta excusa al jugador dels següents colls o de jugar un trumfo. Al final de la ronda, el jugador recupera el Boig i l'afegeix a la seva pila i (en molts de jocs) dona al guanyador de la ronda la carta menys valuosa de les que té. Si no hi ha cartes que donar a canvi, el Boig val només un punt, mentre que el receptor de la carta guanya un punt més. O al final de la mà, aquest pot premiar al jugador o l'equip que hagi guanyat totes les jugades. Normalment el Boig no pot ser capturat, però en alguns jocs pot guanyar la darrera ronda afegint una bonificació a la puntuació.
En una variant menor del tarot francès, un jugador que jugui el trumfo 1, però no altres trumfos o el Boig, pot fer que el trumfo 1 es comporti de la mateixa manera que el Boig (petit imprenable). Sigui com sigui, en les competicions oficials, un jugador en aquesta situació ha de revelar la seva mà i forçar que es torni a repartir (petit sec).

## Com a trumfo menor
Dos jocs piemontesos del segle xviii, Sedici i Trentuno, tractaren al Boig com al trumfo més baix. A diferència de la majoria de jocs, el Boig valia només un punt. Es tracta d'un tractament similar al trumfo Miseria del tarot sicilià.

## Com a trumfo major

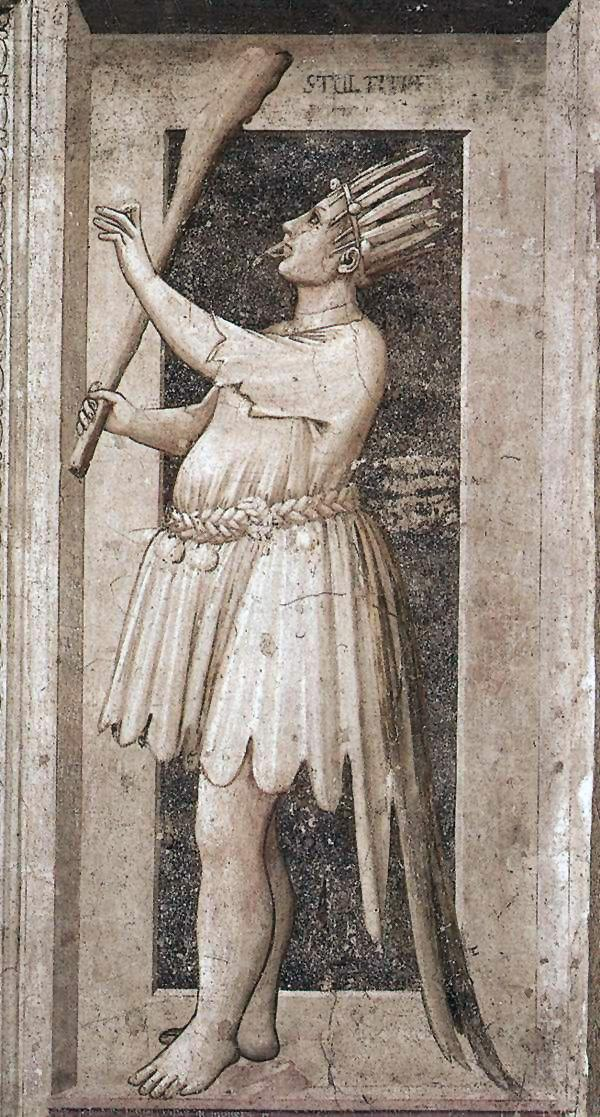
Una al·legoria medieval comú de la follia, pintada per Giotto a la Capella Scrovegni de Pàdua. Aquesta representació recorda al Boig de les baralles més antigues.

En la majoria del jocs de tarock de l'Europa Central, el Boig és simplement jugat com el 22è trumfo, convertint-lo en el trumfo més alt.
En el tarock de Königrufen i d'Eslovènia, el Boig pot ser capturat, però només si és jugat en la mateixa ronda que els trumfos 21 i 1, cas en què el trumfo 1 guanya (això és anomenat la jugada de l'Emperador o la jugada del conte de fades). En el tarock hongarès, el jugador que perd el trumfo 21 amb el Foll tradicionalment ha de dur un capell ridícul.

## Com a excusa i trumfo major
En el tarot francès i el Droggn, el Boig és una excusa, però si es donen certes circumstàncies es converteix en el trumfo més alt. Si el jugador que sosté el Boig ha guanyat les rondes anteriors, en la darrera ronda el Boig es converteix en el trumfo més alt. En el Troggu, el Boig és el trumfo més alt, però si és el darrer trumfo en possessió del jugador, aquest pot decidir jugar-lo om una altra carta del coll en joc. Un cop que això passa, el Boig ja no es considera un trumfo, sinó una excusa que pot ser reservada per la darrera ronda.

## Com a excusa i comodí
En el Grosstarok danès, quan guanya una ronda, el Boig pot convertir-se en la carta més baixa de qualsevol coll que trii el jugador, però serà enviada a la pila del jugador com una excusa. Si, per altra banda, els oponents careixen de cartes d'aquell coll, podran establir-ne un altre.
En la fase de recompte de punts del Tarocchini, el Boig i el Mag son anomenat «contatori» (comptadors), una espècie de comodins, tot i que més limitats. Poden ser usats de manera separada o junts per emplenar espais buits en combinacions o estendre-les, però no poden emplenar dos espais buits consecutius. No poden reemplaçar els trumfos més alts o reis. Ambdues cartes poden ser usades en cada seqüència, però el Boig no pot ser capturat, mentre que el Mag és vulnerable.

## Interpretacions
En una lectura el Boig representa l'etern viatger que camina pel món sense vincles ni nacionalitat, però també aquell que camina sense saber on va i que tant pot dirigir-se a la il·luminació com a la seva destrucció. És la negació del lligam, l'errant, el que res té i res desitja, el que no sap d'on ve ni on va. Entre els elements que el caracteritzen, i que transmet en una lectura, representa l'energia original sense límits, la llibertat total, la bogeria, el desordre i el caos, així com l'impuls creador fonamental.
En molts de sistemes esotèrics d'interpretació, el Boig és normalment interpretat com el protagonista d'una història, i els Arcans majors son el camí que ha de recórrer per a trobar i aprendre dels grans misteris de la vida i els principals arquetips humans. Aquest camí és tradicionalment conegut, dins el món de la cartomància com el «camí del Foll», i sovint és usat per a presentar el significat dels Arcans majors als aprenents.
| Precedit per: El Món (XXI) | Arcans majors del Tarot | Succeït per: El Mag (I) |

El Boig
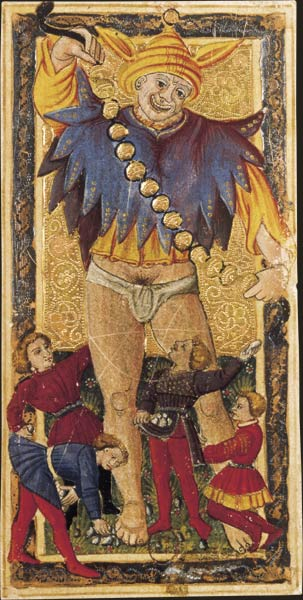
Baralla de Carles VI, segle XV.
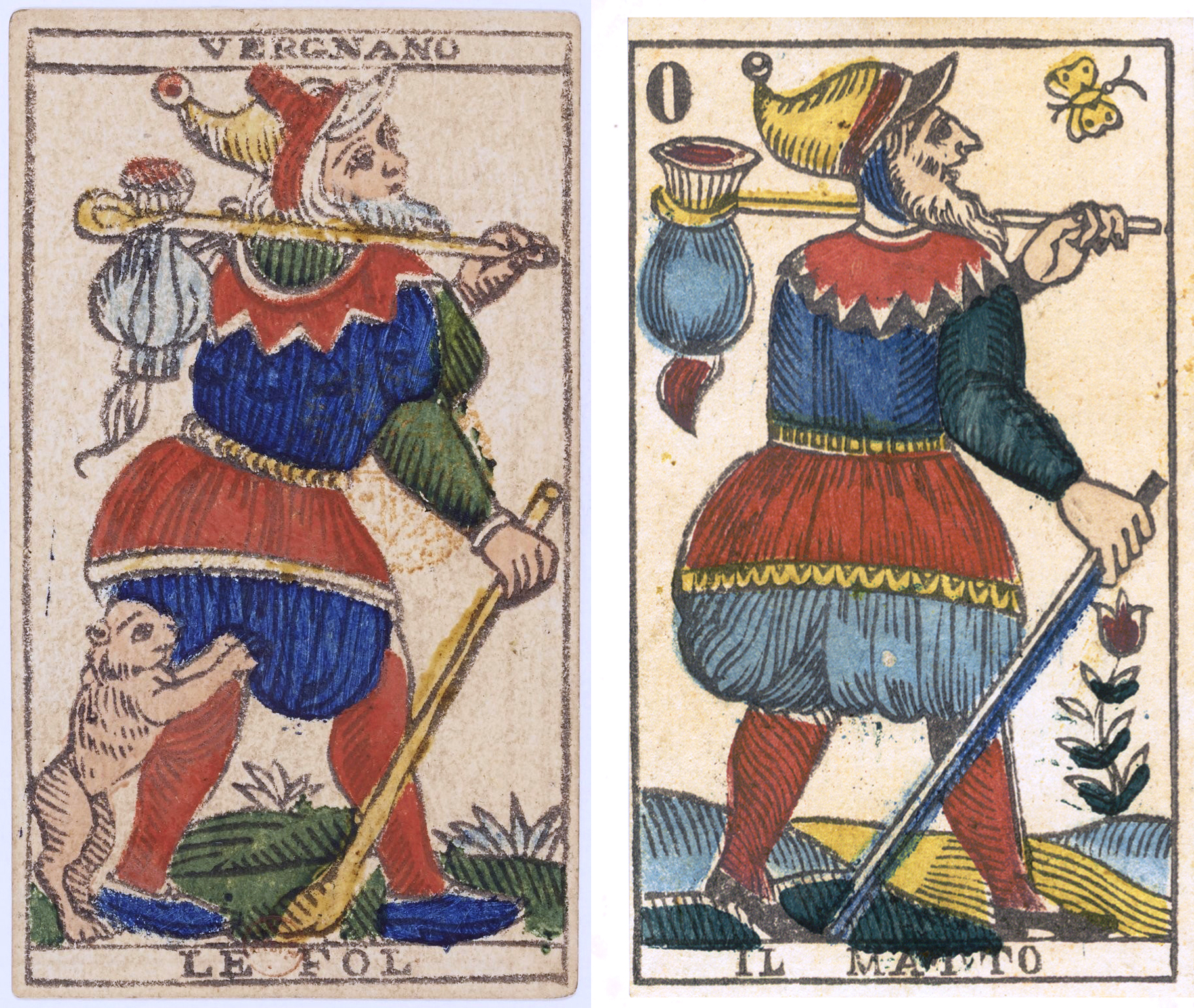
Dos models del trumfo del Tarot de Vergnano (Torí), 827 (esquerra) and cap a 1830 (dreta).
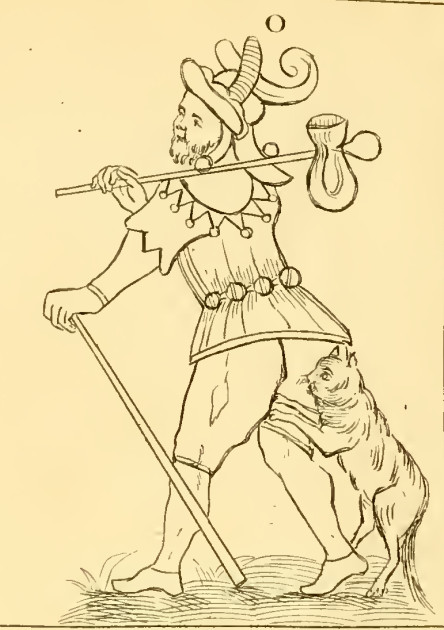
Disseny del trumfo del tarot d'Antoine Court de Gébelin per al seu assaig Du Jeu des Tarots, 1781.
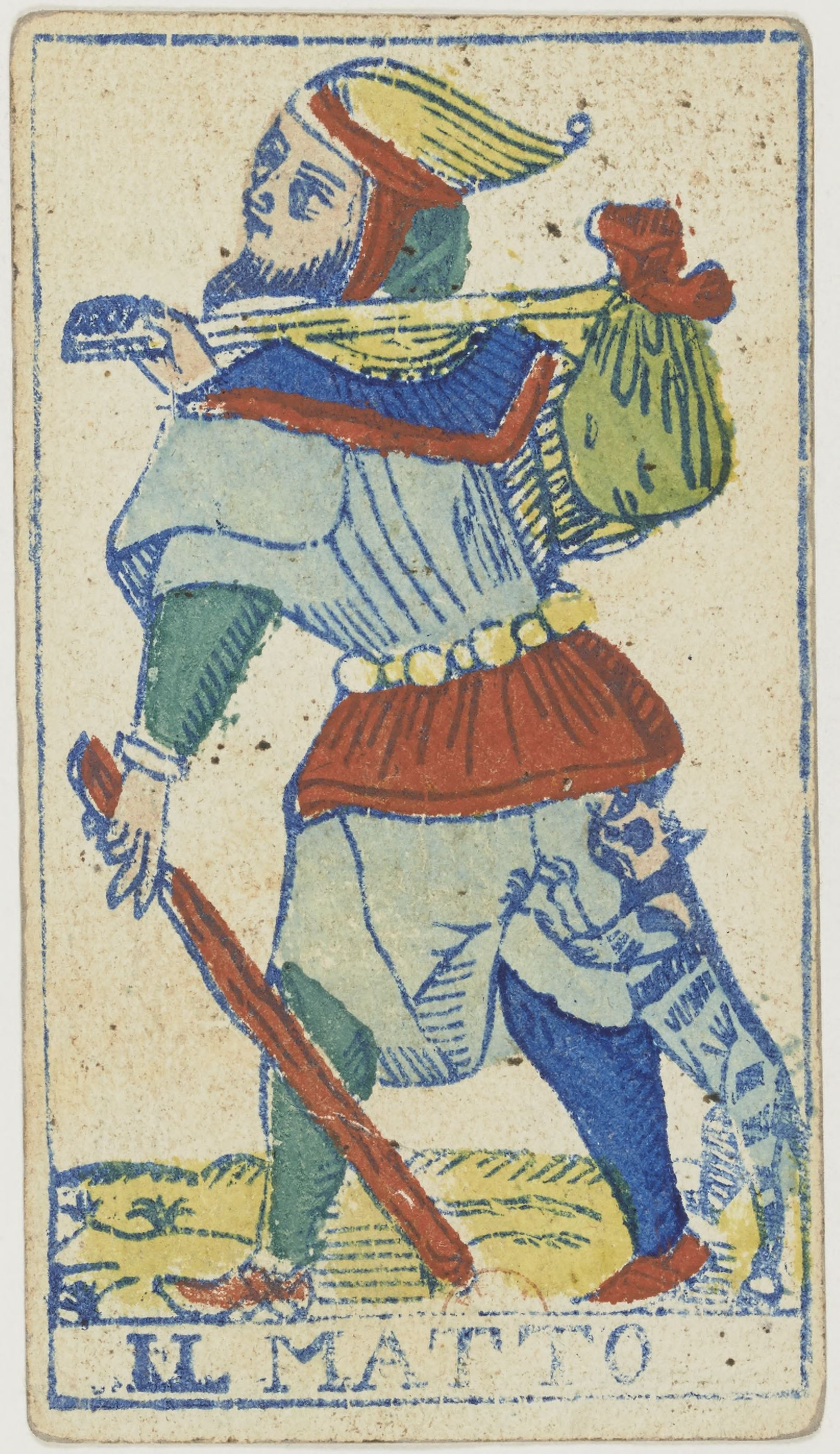
Tarot Piemontès, 1865.
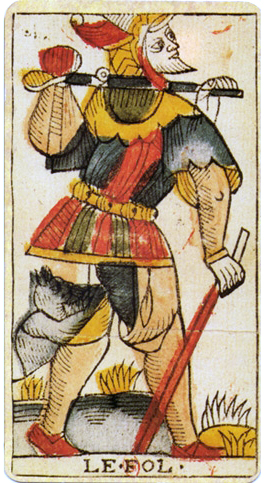
Tarot de Jean Dodal, entre 1701 i 1715.
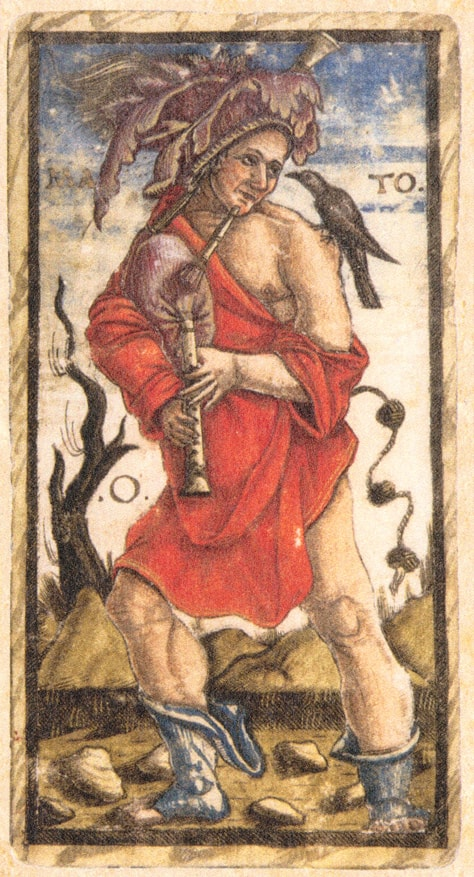
Tarot Sola Busca, 1491.
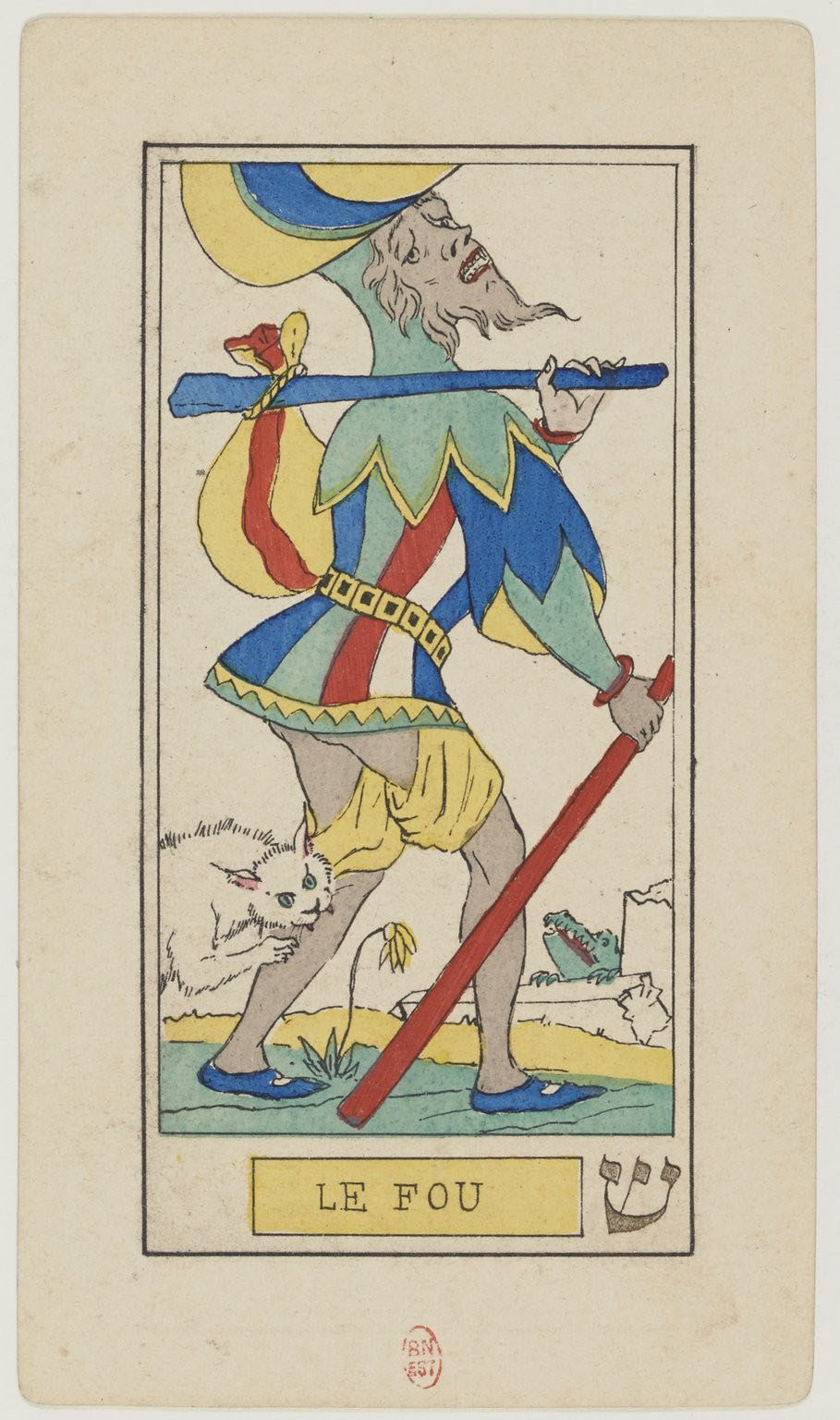
Tarot d'Oswald Wirth, 1889.
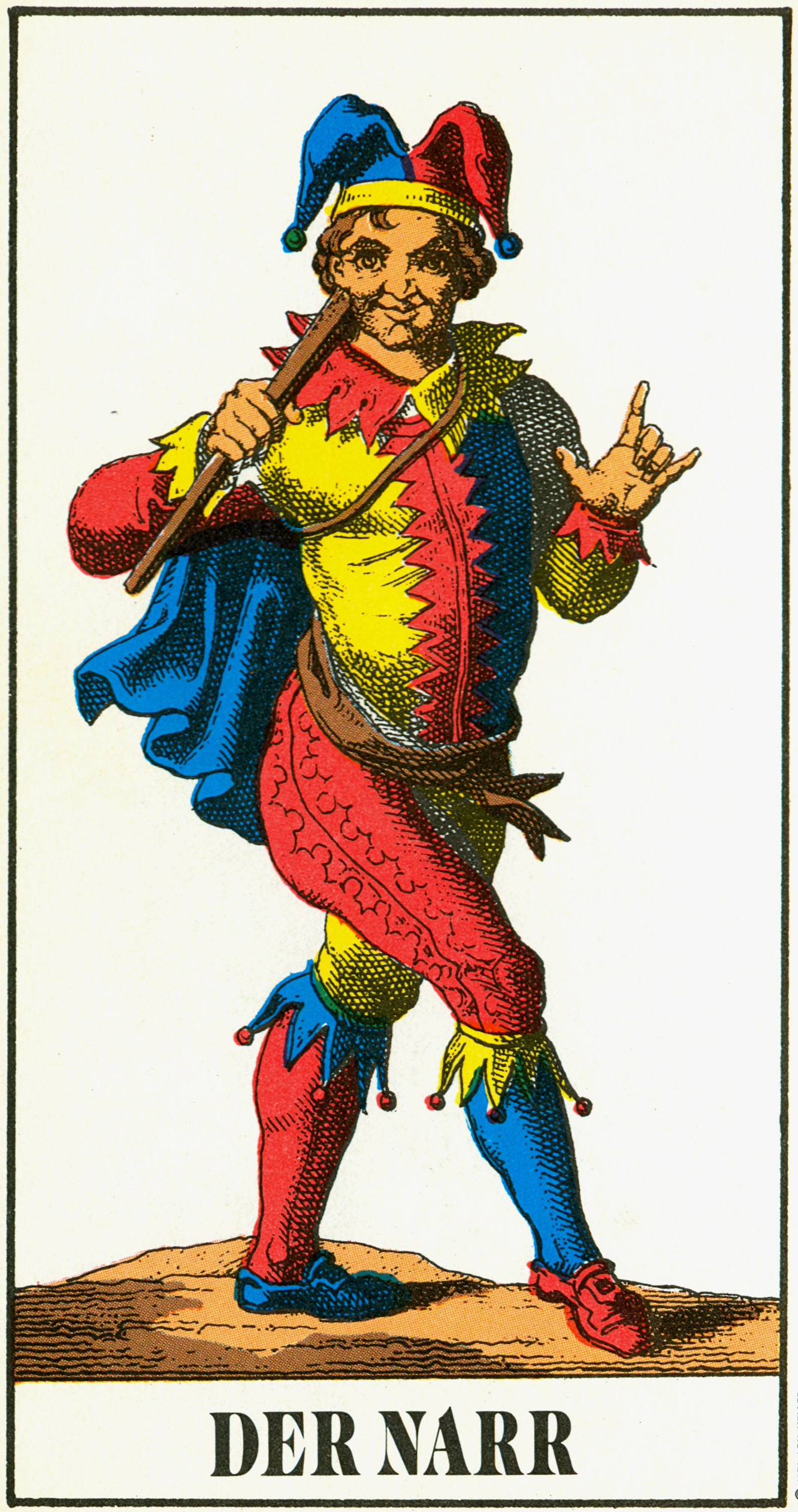
Troccas alemany, entre 1831 i 1838.
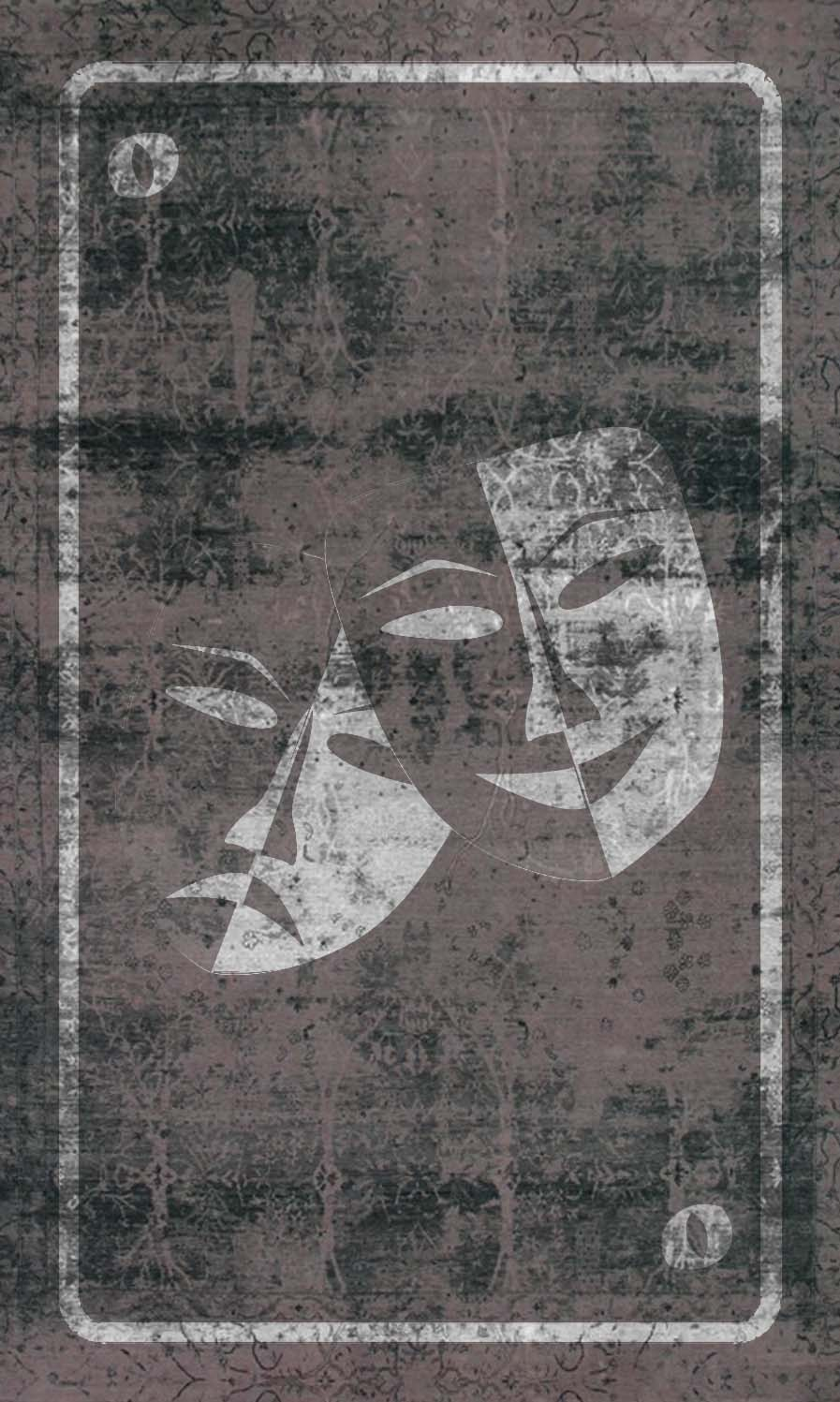
Tarot Satànic, 1996.
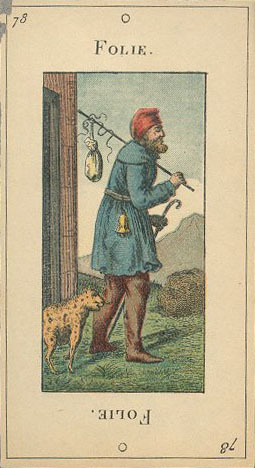
Tarot d'Etteilla, cap a 1890.
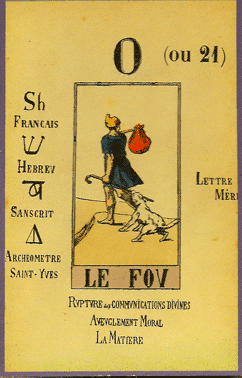
Disseny de l'arcà per al llibre de Papus Le Tarot Divinatoire. Le Livre des Mystères et les Mystères du Livre. Clef du tirage des cartes et des sorts. Avec la reconstitution complète des 78 lames du Tarot Égyptien et de la méthode d'interprétation. Les 22 arcanes majeurs et les 56 arcanes mineurs (1909).